# Gesellschaft zur Rekonstruktion der Menschheits- und Naturgeschichte
Die Gesellschaft zur Rekonstruktion der Menschheits- und Naturgeschichte (GRMNG) e. V. war ein von 1982 bis 1988 bestehender pseudowissenschaftlicher Verein, der sich mit der Überprüfung und Neuordnung der Menschheits- und Naturgeschichte befasste. Schwerpunkte der Auseinandersetzung waren der Einfluss von Katastrophen auf die Menschheitsgeschichte sowie Chronologiekritik.

## Geschichte
1982 wurde der Verein in Münster gegründet. Gründer waren Gunnar Heinsohn und Christoph Marx, der Übersetzer eines Teiles von Immanuel Velikovskys Werken und Eigner des Verlags Podium Akademische Freiheit (PAF). Der Verein umfasste ein knappes Dutzend von weiteren Gründungsmitgliedern. Erster Vorsitzender wurde Heinsohn, sein Stellvertreter der Physiker Christian Blöss. Der Germanist und Systemanalytiker Heribert Illig war zunächst kommissarischer, dann gewählter Geschäftsführer.
Im Hintergrund der GRMNG stand weiterhin Christoph Marx, was alsbald zu Rivalitäten und Kommunikationsproblemen innerhalb des Vereins führte, bis die beiden Vorsitzenden und der Geschäftsführer Illig 1987 entschieden, die GRMNG-Berichte nicht mehr beim PAF-Verlag zu veröffentlichen.
1988 löste sich der Verein dann nach weiteren Streitigkeiten auf. Zum Zeitpunkt der Auflösung hatte er rund 50 Mitglieder. Die in London ansässige, 1974 gegründete Society for Interdisciplinary Studies (SIS) wurde von der Gesellschaft als Schwesterorganisation betrachtet. Ein Teil der Mitglieder der Gesellschaft war gleichzeitig Mitglied der SIS, einige andere wurden es nach der Auflösung.

## Ableger und Nachfolger
Das GRMNG-Bulletin wurde nach der Auflösung des Vereins in die Zeitschrift Vorzeit, Frühzeit, Gegenwart (ab 1994: Zeitensprünge) übergeführt und von Heinsohn gemeinsam mit Heribert Illig herausgegeben.
Gleichzeitig veröffentlichte der harte Kern der „deutschen Velikovskyaner“ von 1988 bis 1991 im Eichborn-Verlag sechs Bücher, die den seinerzeitigen Stand der chronologiekritischen Positionen der GRMNG über die Chronologie der Menschheits- und Naturgeschichte zusammenfassten. Als Illig 1991 seine Theorie vom Erfundenen Mittelalter vorstellte und Heinsohn ihm beipflichtete, entstand ein Dissens mit dem Eichborn-Verlag. Daraufhin publizierte der Personenkreis verstärkt im Eigenverlag Illigs, dem Mantis-Verlag.
Im September 1994 wurde der Berliner Geschichtssalon als sogenanntes VFG-Colloquium (VFG=Vorzeit, Frühzeit, Gegenwart) ins Leben gerufen und kann damit ebenfalls als Nachfolgeorganisation der GRMNG gelten. Maßgebliche Initiatoren waren Christian Blöss, Hans-Ulrich Niemitz und Uwe Topper. 1998 kam es zum Bruch zwischen Topper und Illig bzw. dem Mantis-Verlag, im März 1999 distanzieren sich auch Blöss und Niemitz von Topper. Ab 1999 fanden auch in Karlsruhe, Bonn und Leipzig nach dem Vorbild des Berliner Geschichtssalons Veranstaltungen statt.